# Ibrahim Dalliu
Ibrahim Dalliu (ur. 1878 w Tiranie, zm. 25 maja 1952 tamże) – albański hafiz, nauczyciel, działacz narodowy, pisarz, satyryk, teolog i duchowny muzułmański. Jest uważany za jednego z najsłynniejszych albańskich ulemów oraz tłumaczy i komentatorów Koranu.

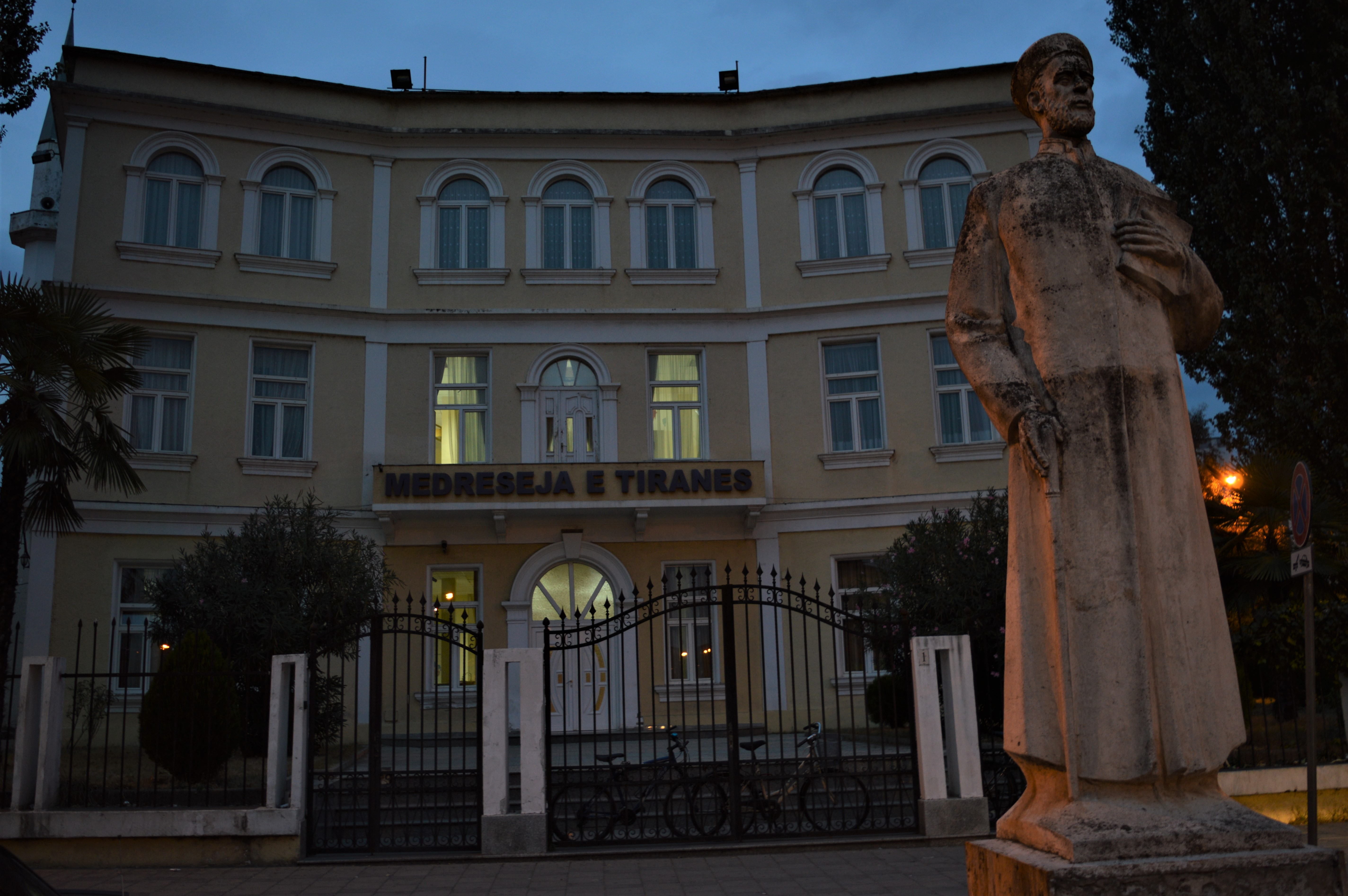
Medresa w Tiranie, z prawej widoczny pomnik Ibrahima Dalliu (2018)

Większość jego utworów literackich została po jego śmierci skonfiskowana przez albańskie władze komunistyczne; rękopisy Dalliu znajdują się w archiwum państwowym.

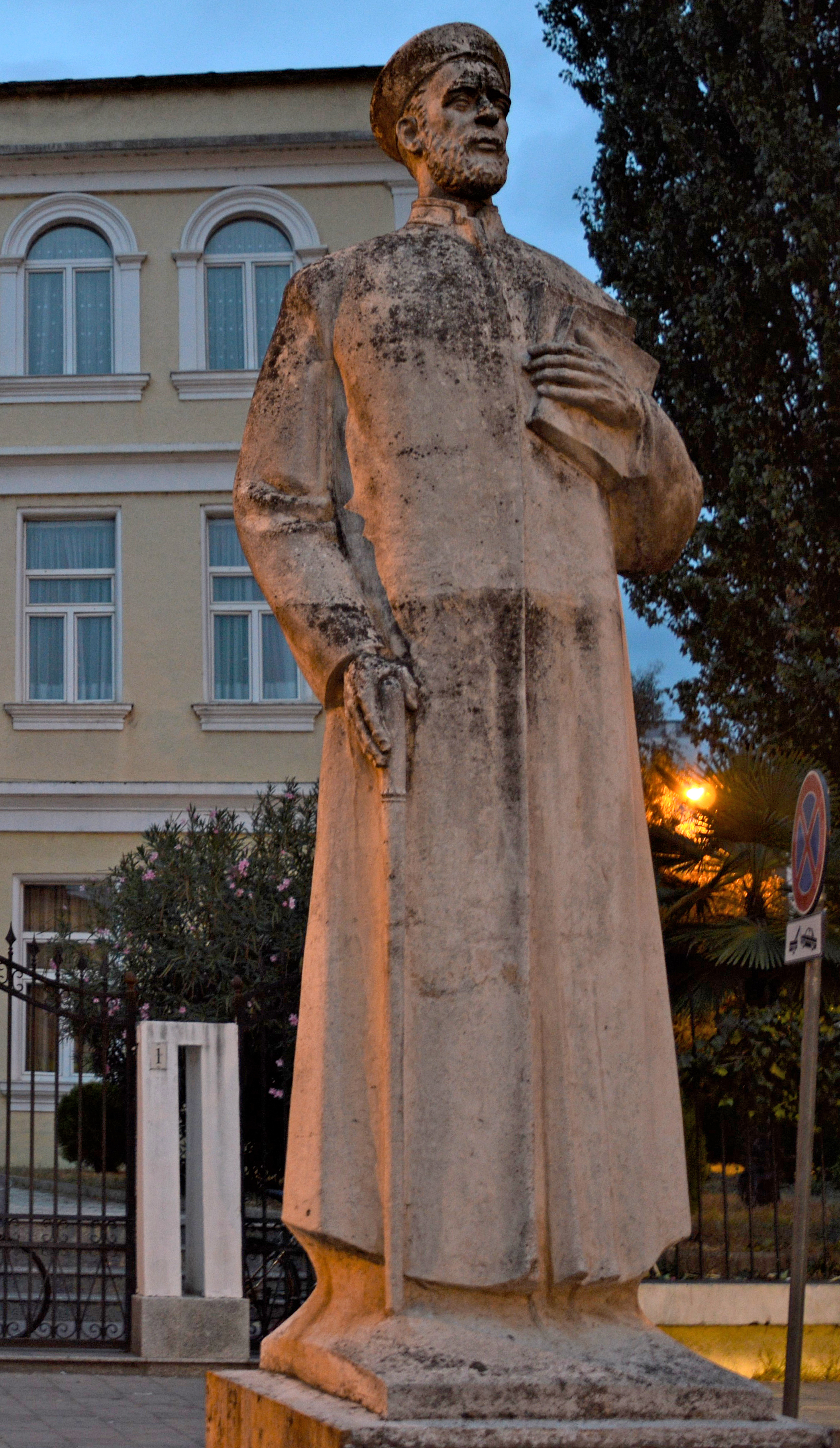
Pomnik Ibrahima Dalliu w Tiranie (2018)

## Życiorys
W 1896 roku nauczył się alfabetu albańskiego. Studiował teologię i filozofię w Konstantynopolu; w trakcie studiów angażował się w działalność patriotyczną. Przerwał studia prawdopodobnie z przyczyn finansowych.
W 1901 roku wrócił do Tirany, gdzie pracował jako imam oraz w latach 1903–1904 jako nauczyciel w szkole podstawowej, założonej w 1898 roku i będącą pierwszą w mieście. W 1908 założył żeńską szkołę pedagogiczną; jako jeden z pierwszych nauczycieli nauczał w języku albańskim na terenie Imperium Osmańskiego. W 1909 został nauczycielem w nowo założonej szkole w Elbasanie.
Był kilkukrotnie aresztowany w latach 1909–1911 przez władze osmańskie z powodu swojej działalności patriotycznej więziono go w Manastirze i Salonikach, a w jego meczecie dokonano rewizji, w wyniku której skonfiskowano albańskojęzyczną prasę patriotyczną, materiały dydaktyczne oraz literaturę.
Dnia 26 listopada 1912 roku wziął udział w przygotowaniu i przeprowadzenia ceremonii podniesienia albańskiej flagi w Tiranie. Popierał władzę panującego w 1914 roku Wilhelma zu Wieda, natomiast sprzeciwiał się powstaniu chłopskiemu; był również zwolennikiem premiera Fana Nolego. W latach 1924–1926 był redaktorem naczelnym oraz publicystą czasopisma Dajti, a w latach 30. angażował się w działalność polityczną.
W 1944 roku został aresztowany przez komunistów z powodu swojej antykomunistycznej twórczości oraz działalności politycznej; rok wcześniej został wybrany na deputowanego do Zgromadzenia Narodowego. Po wyjściu na wolność, w 1945 roku rozpoczął pracę jako nauczyciel w medresie w Tiranie oraz należał do Związku Pisarzy i Artystów Albanii. Dwa lata później został ponownie aresztowany i 24 lutego 1948 roku skazany za rzekomą działalność antypaństwową na 5 lat pozbawienia wolności, konfiskatę mienia oraz utratę praw publicznych na okres 3 lat; pomimo podeszłego wieku był torturowany. Zmarł 25 maja 1952 roku z powodu gruźlicy.

## Wybrana twórczość

### Elegie
- elegia dla Avniego Rustemiego (1930)[4][2]

### Książki[2]
- Ilmihali[2]
- Grenxat e kuqe të Tiranës (1918)
- Dhunti e Ramazanit (1921)
- Texhvidi (1921)
- Dokrrat e hinit (1922)[4]
- Ajka e kuptimeve të Kurani Qerimit (1929)[a]
- Patriotizma në Tiranë (1930)[4][6]
- E lemja dhe jeta e të madhit Muhamed (1934)
- Ç'është Islamizmi? (1935)
- Libri i së falmës (1937)

### Wiersze
- Kreshniku i atdheut
- Besimet e myslimanëve (1937)

## Tłumaczenia
- Tefsiri shqip i Kuranit (z języka arabskiego na język albański; 2 tomy)
- Koran (z języka arabskiego na język albański; 1929)
- Udha Muhamedane (autorstwo Muhameda Bergjiviego; 1936)

## Upamiętnienia
Imieniem Ibrahima Dalliu nazwano jedną z albańskich szkół niepublicznych.
Dnia 30 maja 2000 roku odsłonięto pomnik Ibrahima Dalliu przed Medresą w Tiranie.

## Życie prywatne
Syn Mustafy; miał dwóch braci: Hysniego i Alego, którzy również byli imamami.
Jego siostrzeniec miał na imię Adnan.